# Яхренга
Яхренга — посёлок в Вожегодском районе Вологодской области.
Входит в состав Кадниковского сельского поселения, с точки зрения административно-территориального деления — в Кадниковский сельсовет.
Своим названием посёлок обязан реке Яхреньге, вытекающей из Малого Яхреньгского озера неподалёку. Гидроним происходит от финно-угорской основы: фин. jarvi, вепс. järv, санскр. jaur — озеро.
Расстояние по автодороге до районного центра Вожеги — 33 км, до центра муниципального образования Кадниковского — 15 км. Ближайшие населённые пункты — Кузнецовская, Пешково, Сорожинская.
По переписи 2002 года население — 288 человек (138 мужчин, 150 женщин). Преобладающая национальность — русские (99 %).
Через посёлок Яхренга, как и через все населённые пункты Кадниковского сельского поселения, проходила Митинская узкоколейная железная дорога. В 2012 году была открыта автомобильная дорога Сорожинская — Яхренга. К этому времени железная дорога была полностью разобрана.

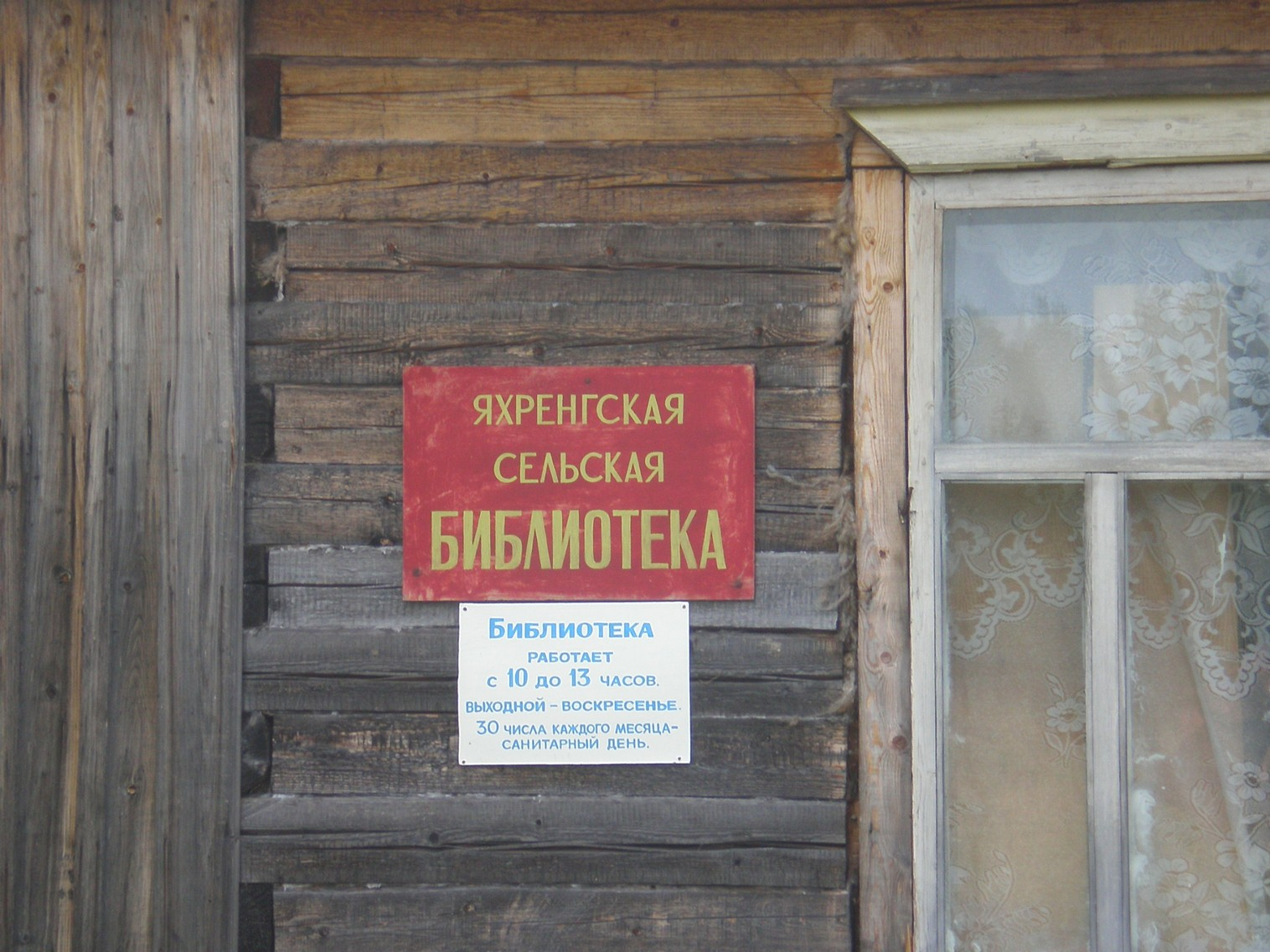
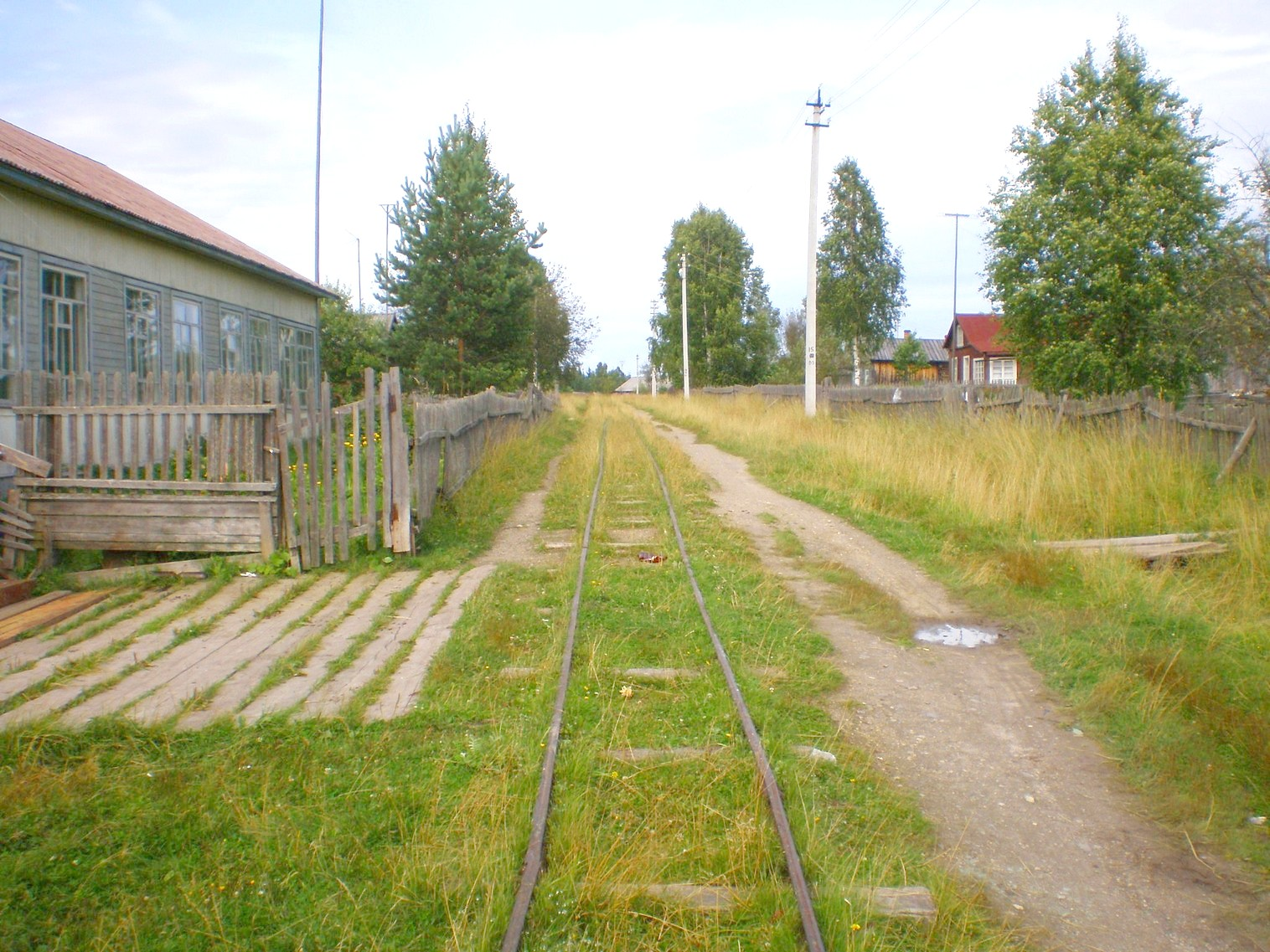